# Goliad County
Das Goliad County ist ein County im Bundesstaat Texas der Vereinigten Staaten. Das U.S. Census Bureau hat bei der Volkszählung 2020 eine Einwohnerzahl von 7.012 ermittelt. Der Sitz der County-Verwaltung befindet sich in Goliad.

## Geographie
Das County liegt südöstlich des geographischen Zentrums von Texas, etwa 50 km vor dem Golf von Mexiko und hat eine Fläche von 2226 Quadratkilometern, wovon 15 Quadratkilometer Wasserfläche sind. Es grenzt im Uhrzeigersinn an folgende Countys: DeWitt County, Victoria County, Refugio County, Bee County und Karnes County.

## Geschichte
Goliad County wurde am 17. März 1836 als Original-County gebildet und die Verwaltungsorganisation im nächsten Jahr abgeschlossen. Benannt wurde es nach der mexikanischen Ansiedlung Goliad. Diese ist ein Anagram aus dem Namen des mexikanischen Revolutionärs (H)idalgo, wobei das stimmlose H weggelassen wurde.
13 Bauwerke und Stätten des Countys sind im National Register of Historic Places (NRHP) eingetragen (Stand 1. Juni 2019). Im County liegt eine National Historic Landmark, das spanische Fort Presidio Nuestra Senora de Loreto de la Bahia.

## Demografische Daten

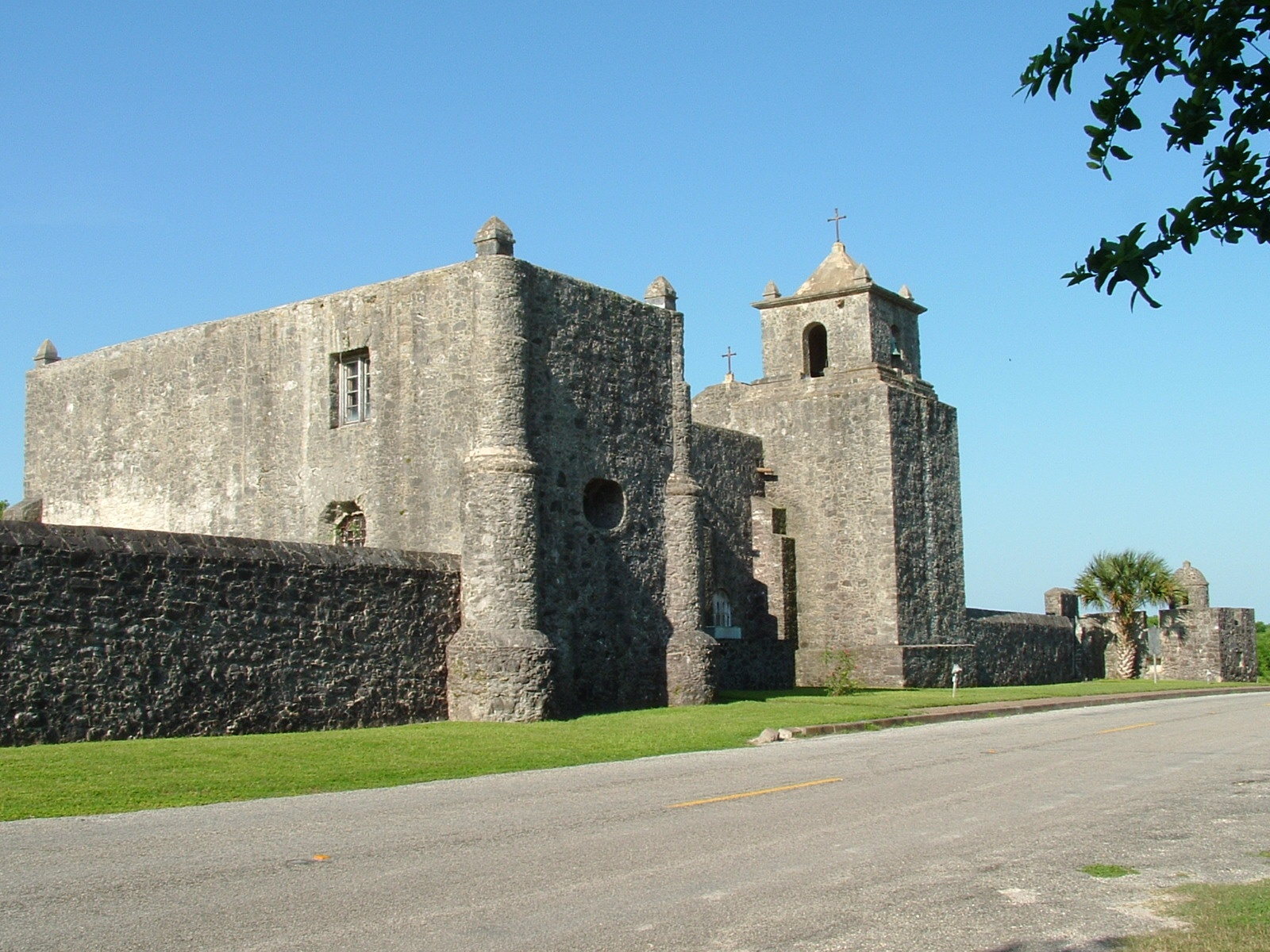
Presidio Nuestra Senora de Loreto de la Bahia, gelistet im NRHP mit der Nr. 67000024

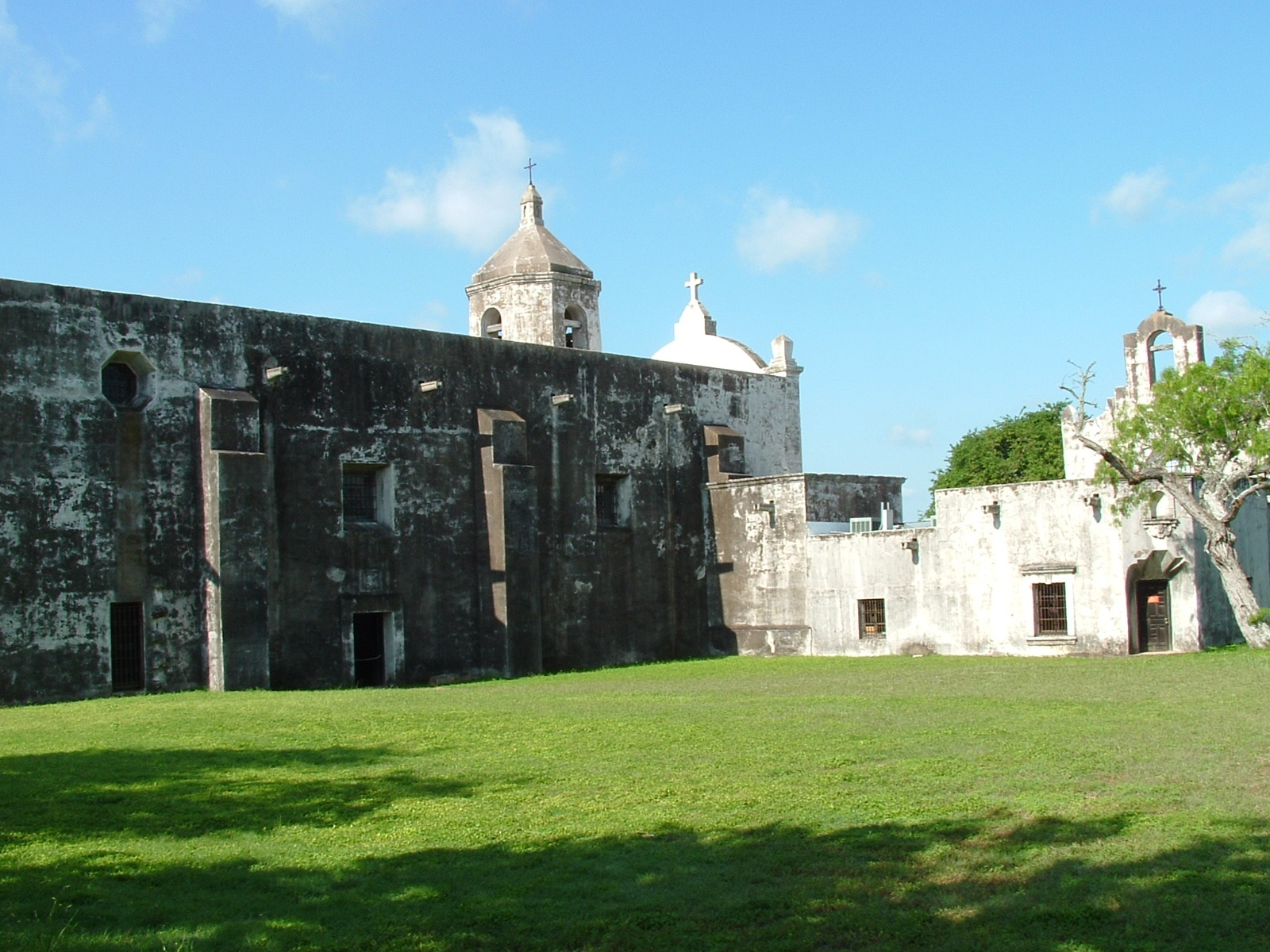
Mission Espíritu Santo

Nach der Volkszählung im Jahr 2000 lebten im Goliad County 6.928 Menschen in 2.644 Haushalten und 1.975 Familien. Die Bevölkerungsdichte betrug 3 Einwohner pro Quadratkilometer. Ethnisch betrachtet setzte sich die Bevölkerung zusammen aus 82,62 Prozent Weißen, 4,82 Prozent Afroamerikanern, 0,55 Prozent amerikanischen Ureinwohnern, 0,22 Prozent Asiaten, 0,01 Prozent Bewohnern aus dem pazifischen Inselraum und 10,05 Prozent aus anderen ethnischen Gruppen; 1,73 Prozent stammten von zwei oder mehr Ethnien ab. 35,20 Prozent der Einwohner waren spanischer oder lateinamerikanischer Abstammung.
Von den 2.644 Haushalten hatten 33,1 Prozent Kinder oder Jugendliche, die mit ihnen zusammen lebten. 62,1 Prozent waren verheiratete, zusammenlebende Paare 8,7 Prozent waren allein erziehende Mütter und 25,3 Prozent waren keine Familien. 22,8 Prozent waren Singlehaushalte und in 11,9 Prozent lebten Menschen im Alter von 65 Jahren oder darüber. Die durchschnittliche Haushaltsgröße betrug 2,57 und die durchschnittliche Familiengröße betrug 3,02 Personen.
25,9 Prozent der Bevölkerung war unter 18 Jahre alt, 6,5 Prozent zwischen 18 und 24, 25,0 Prozent zwischen 25 und 44, 25,2 Prozent zwischen 45 und 64 und 17,5 Prozent waren 65 Jahre alt oder älter. Das Medianalter betrug 40 Jahre. Auf 100 weibliche Personen kamen 98,9 männliche Personen und auf 100 Frauen im Alter von 18 Jahren oder darüber kamen 94,1 Männer.
Das jährliche Durchschnittseinkommen eines Haushalts betrug 34.201 USD, das Durchschnittseinkommen einer Familie betrug 40.446 USD. Männer hatten ein Durchschnittseinkommen von 30.954 USD, Frauen 20.028 USD. Das Prokopfeinkommen betrug 17.126 USD. 11,9 Prozent der Familien und 16,4 Prozent der Einwohner lebten unterhalb der Armutsgrenze.

## Orte im County
| - Ander - Berclair - Charco | - Fannin - Goliad | - Sarco - Schroeder | - Weesatche - Weser |